# Vym
Vym (russisk: Вымь, tr. Vym) er en flod i Republikken Komi i Rusland. Den er en biflod til Vytjegda i Nordlige Dvinas afvandingsområde. Vym er 499 km lang, har et afvandingsareal på 25.600 km² og en middelvandføring på 196 m³/sek.
Floden udspringer på sydskråningerne af Timanhøjderne. Den løber derefter mod syd, gennem et fladt taigalandskab, præget af nåleskove og moser. Den løber sammen med Vytjegda ved landsbyen Ust-Vym. Vym benyttes til tømmerflådning, og er sejlbar på de nedre dele.
Vyms største bifloder er, fra højre: Vorykva, Jolva, Pozjjog og Tjub, og fra venstre: Koin og Vesljana.